# Omar Metwally
Omar Metwally (* 10. April 1974 in Queens, New York City) ist ein US-amerikanischer Schauspieler.

## Leben
Der Sohn eines Ägypters und einer Holländerin wurde in Queens geboren zog aber bereits im Alter von drei Jahren mit seiner Familie in einen Vorort von Orange County (Kalifornien). Metwally machte an der University of California in Berkeley seinen Bachelor-Abschluss in Geschichte und war Mitglied am dortigen Berkeley Repertory Theatre, wo er in einigen Aufführungen zu sehen war. Mit dem Ziel eine seriöse Karriere als Schauspieler zu starten, wechselte er später zum renommierten American Conservatory Theater (A.C.T.) in San Francisco, wo unter anderem so bekannte Akteure wie Annette Bening, Nicolas Cage oder Denzel Washington ihre Ausbildung absolviert hatten. Metwally schloss sein Schauspielstudium mit dem Master of Fine Arts ab und begann Ende der 1990er Jahre in San Francisco und der Bay Area in Theaterstücken aufzutreten, unter anderem als junger Ebenezer Scrooge in der A.C.T.-Produktion von Charles Dickens’ A Christmas Carol und als Mario in Marivaux’ Das Spiel von Liebe und Zufall am Repertory Theatre von San José (beide 1998).
Nachdem Metwally in den Stücken Gum (1999) und Summertime (2000) am San Franciscoer Magic Theatre mitgewirkt hatte, siedelte er im Jahr 2000 in seine Geburtsstadt New York über, wo er in mehreren Off-Broadway-Stücken der Rude Mechanicals Theater Company wie etwa The Winter’s Tale, Company (beide 2000) und The Bacchae 2.1 auftrat. Nach den Terroranschlägen am 11. September 2001 stand Metwallys arabisches Aussehen im Vordergrund und er war auf die Rolle des bösen Arabers abonniert. Diese spielte er 2003 in der Chicagoer Inszenierung von Tony Kushners Homebody/Kabul, das vor dem Hintergrund der US-Bombardierung eines Terroristencamps 1998 in Khost angesiedelt ist, und in Sixteen Wounded, mit dem er 2004 unter der Regie von Tony-Award-Gewinner Garry Hynes sein Debüt am Broadway gab und das den Durchbruch als Theaterschauspieler markiert. In dem kontroversen Stück des Israelis Eliam Kraiem, das in den 1990er Jahren in Amsterdam spielt, agierte Metwally als junger palästinensischer Araber und Selbstmordattentäter, der sich mit einem jüdischen Bäcker und Auschwitz-Überlebenden (gespielt von Judd Hirsch) anfreundet. Für die Rolle des Mahmoud wurde Metwally unter anderem als bester Nebendarsteller für den renommierten Tony Award nominiert und hatte schon bei der Weltpremiere 2003 neben Martin Landau am Long Wharf Theatre in New Haven (Connecticut) das Lob der New York Times erhalten, die die Intensität seiner Schauspielleistung als „schillernd“ beschrieben hatte. Ebenso Erfolg war ihm 2005 mit Richard Kalinoskis romantischem Drama Beast On The Moon beschieden, in dem er gemeinsam mit Lena Georgas einem jungen Ehepaar ein Gesicht gibt, das den armenischen Völkermord überlebt hat und versucht, sich im Mittleren Westen der USA um 1920 eine neue Existenz aufzubauen.
Parallel zu seiner Arbeit am Theater gab Omar Metwally 2002 mit Allan Blumbergs Kriminalfilm New Americans sein Debüt im US-amerikanischen Fernsehen. 2005 war er mit einer Nebenrolle als Drogist in Lewis Helfers Komödie Life on the Ledge erstmals im Kino vertreten, dem noch im selben Jahr (nach seiner Rolle in Sixteen Wounded) der Part als palästinensischer Terrorist und PLO-Anführer Ali in Steven Spielbergs mehrfach für den Oscar nominierten Drama München folgte. Nach Gastauftritten in den US-amerikanischen Serien Grey’s Anatomy und The Unit (beide 2006) folgten 2007 Rollen in den US-amerikanischen Kinoproduktionen City of Your Final Destination von James Ivory und Gavin Hoods Machtlos. Unter der Regie von Ivory schlüpfte Metwally neben Anthony Hopkins, Laura Linney und Charlotte Gainsbourg in die Hauptrolle eines US-amerikanischen Studenten, der nach Südamerika reist, um für die Biografie eines lateinamerikanischen Schriftstellers zu recherchieren. In dem Thriller Machtlos war er als des Terrorismus verdächtigter Ehemann von Oscar-Preisträgerin Reese Witherspoon zu sehen, der auf einem Flug von Südafrika nach Washington D.C. spurlos verschwindet. 2008 wurde Metwally mit dem Nachwuchsdarstellerpreis Trophée Chopard der 61. Filmfestspiele von Cannes geehrt.

## Filmografie (Auswahl)
- 2002: New Americans (Fernsehfilm)
- 2005: Life on the Ledge
- 2005: München (Munich)
- 2006: Twenty Questions (Fernsehfilm)
- 2007: The City of Your Final Destination
- 2007: Machtlos (Rendition)
- 2009: Amsterdam
- 2010: Virtuality – Killer im System (Virtuality)
- 2010: Fringe – Grenzfälle des FBI (Fringe, Fernsehserie, 2 Folgen)
- 2010: Miral
- 2011: Unforgettable (Fernsehserie, 2 Folgen)
- 2012: Breaking Dawn – Biss zum Ende der Nacht, Teil 2 (The Twilight Saga: Breaking Dawn – Part 2)
- 2014: Non-Stop
- 2015: Dig (Fernsehserie, 6 Episoden)
- 2015–2019: The Affair (Fernsehserie, 34 Folgen)
- 2016: Mr. Robot (Fernsehserie, 7 Episoden)
- 2019: Treadstone (Fernsehserie, 7 Folgen)

## Theaterstücke (Auswahl)
- 1998: A Christmas Carol
- 1998: Das Spiel von Liebe und Zufall (The Game of Love and Chance)
- 2000: The Winter’s Tale
- 2000: Company
- 2001: The Bacchae 2.1
- 2003: Homebody/Kabul
- 2004: Sixteen Wounded
- 2005: Beast On The Moon

## Auszeichnungen
- 2004: nominiert für den Drama League Award für Sixteen Wounded
- 2004: nominiert für den Outer Critics Circle Award als Bester Nebendarsteller für Sixteen Wounded
- 2004: nominiert für den Tony Award als Bester Nebendarsteller für Sixteen Wounded
- 2008: Trophée Chopard der 61. Filmfestspiele von Cannes